# Sandougou-Soba
Sandougou-Soba est une ville située à l'ouest de la Côte d'Ivoire et appartenant au département de Man, dans la Région des Montagnes. La localité de Sandougou-Soba est un chef-lieu de commune et de sous-préfecture .